# Герман фон Зальца (адмірал)
Не плутати з великим магістром Тевтонського ордену!
Барон Герман Александер Едуард фон Зальца (нім. Hermann Aleksander Eduard Baron von Salza, рос. Барон Герман Эдуардович фон Зальца; 16 квітня 1885, Гаспаль, Російська імперія — 23 січня 1946, Москва, РРФСР) — російський, естонський і німецький офіцер, контрадмірал естонських ВМС і крігсмаріне.

## Біографія
Син начальника поштового відділення в Едуарда Ніколаї фон Зальца (24 травня 1854, Кароліново — 1913, Ревель) і Марії Софії, уродженої фон Шталь (1851 — ?). Навчався в Ревельській Олександрівській гімназії, Імператорському Олександрівському ліцеї, закінчив Морський корпус (1906). В 1907/09 роках у складі гардемаринського загону здійснив плавання в Середземне море на борту крейсера «Богатир». В грудні 1908 брав участь в порятунку постраждалих від землетрусу жителів італійського міста Мессіна. Після плавання служив на Балтиці, на лінкорах «Слава» (1911/13) і «Полтава» (1914/16), крейсерах «Аврора», «Бобр», «Океан». Закінчив один курс Миколаївської Морської академії. Учасник Першої світової війни. З 1915 року — морський льотчик. З 10 лютого 1917 року виконував обов'язки старшого офіцера лінійного корабля «Петропавловськ», затверджений на посаді 28 липня 1917 року, з 16 грудня 1917 року командував кораблем. У квітні 1918 року з кораблем перейшов в Кронштадт, з 16 червня 1918 року — прапор-капітан з оперативної частини штабу командувача Балтійським флотом. 11 жовтня 1918 року звільнений у відставку.
Після звільнення переїхав в Естонію. З 3 січня 1919 року — молодший штурманський офіцер есмінця Lennuk. Брав участь в перших операціях проти комуністів під Нарвою, Локса і Кунда. з 29 січня 1919 року — начальник штабу естонського флоту. При реорганізації Північного корпусу в самостійне оперативне об'єднання наказом Головнокомандування естонських військ 17 червня 1919 року відряджений в розпорядження Морського похідного штабу Північно-Західної Армії. З грудня 1919 року — помічник начальника оперативної частини військово-морського управління Армії. 16 січня 1920 року виключений зі списків російського флоту, оскільки оголосив себе естонським підданим. З 20 січня 1920 року — начальник штабу, з 1 березня 1925 року — командувач ВМС Естонії.  В 1920-х роках — член Каси взаємодопомоги російських моряків. З 1920 року викладав військово-морські дисципліни у Військовому і Вищому військовому училищах. З 1925 по 15 жовтня 1939 року — член Військової ради Естонії.  15 березня 1932 року вийшов у відставку. В 1937/39 роках — адміністратор Міжнародної комісії з невтручання у внутрішні справи Іспанії в порту Шербур.
15 жовтня 1939 року прийняв німецьке громадянство і оселився в генерал-губернаторстві. 17 лютого 1940 року призваний в крігсмаріне (заднім числом з 1 грудня 1939 року) і переданий в розпорядження військово-морської станції «Остзе». 29 лютого 1940 звільнений у відставку з правом носіння форми контрадмірала крігсмаріне. В січні 1945 року заарештований радянськими військами в Позені і вивезений в Москву. Помер в Бутирській в'язниці.

## Звання
- Молодший гардемарин (9 вересня 1904)
- Старший гардемарин (9 травня 1905)
- Гардемарин флоту (1 травня 1906)
- Мічман (16 квітня 1907)
- Лейтенант (18 квітня 1910)
- Старший лейтенант (22 березня 1915)
- Капітан 2-го рангу (28 липня 1917)
- Капітан (22 жовтня 1920)
- Контрадмірал (24 лютого 1928)
- Контрадмірал крігсмаріне (17 лютого 1940)

## Нагороди
- Премія адмірала Нахімова (1906) — за відмінне завершення Морського корпусу.
- Орден Святого Станіслава 3-го ступеня (1910)
- Орден Червоного орла 4-го класу (Королівство Пруссія; 1910)
- Орден князя Данила I 4-го ступеня (Князівство Чорногорія; 1912)
- Орден Святої Анни 3-го ступеня з мечами (1916)
- Хрест Свободи 3-го класу 1-го ступеня (1920)
- Орден Білої троянди (Фінляндія)
  - командорський хрест (1922)
  - командорський хрест 1-го класу (1931)
- Орден Відродження Польщі, командорський хрест (1923)
- Орден Почесного легіону, офіцерський хрест (Франція; 1925)
- Орден Трьох зірок (Латвія; 1927)
- Орден Орлиного хреста 2-го класу (22 лютого 1934)